# ژانگ لیین
ژانگ لیین (زاده ۲۸ فوریه ۱۹۸۹) خواننده و ترانه‌سرای چینی است. او تک آهنگ‌هایی را در چین و کره جنوبی منتشر کرده‌است که به هر دو زبان آواز می‌خواند. او همچنین اولین هنرمند خارجی است که برنده جایزه بهترین تازه‌وارد در جوایز موسیقی آسیایی ام‌نت شده‌است.
ژانگ در چنگدو، سیچوان، چین به دنیا آمد. پدر و مادرش او را به کنسرت‌های کلاسیک خود بردند و او را در معرض انواع موسیقی قرار دادند. در سه سالگی شروع به یادگیری ویولن کرد. ژانگ آنقدر به موسیقی پاپ کلاسیک، آمریکایی و اروپایی علاقه‌مند بود که ادعا می‌کند در کودکی هرگز آهنگ‌های کودکانه نخوانده‌است. هنگامی که او نه ساله بود، توانایی موسیقی خود را با خواندن آهنگ " قلب من ادامه خواهد داد " سلین دیون نشان داد.

## دیسکوگرافی
- من خواهم کرد (۲۰۰۸)

## تورها

### ظواهر
- "O": دومین تور آسیایی (TVXQ) (2007)
- کنسرت تابستانی SM Town (2007)
- SM Town Live '08 (2008–2009)
- Super Show (Super Junior) (2009)
- تور جهانی SM Town Live '10 (2010–2011)
- SHINee World (SHINee) (2011)
- SM Town Live World Tour III (2012–2013)
- SM Town Live World Tour IV (2014–2015)

## فیلم‌شناسی

### نمایش‌های تلویزیونی
| سال  | شبکه                    | عنوان                                 | نقش   | یادداشت                 |
| ---- | ----------------------- | ------------------------------------- | ----- | ----------------------- |
| ۲۰۰۸ | JSBC: تلویزیون جیانگ سو | سوپر استار (非常大明星</link>)        | مهمان |                         |
| ۲۰۰۸ | HBS: تلویزیون هونان     | یو سی یو کای شین                      | مهمان |                         |
| ۲۰۰۸ | GRT: تلویزیون گوانگدونگ | ستاره (最愛主打星</link>)             | مهمان |                         |
| ۲۰۱۰ | HBS: تلویزیون هونان     | روز بالا                              | مهمان |                         |
| ۲۰۱۴ | HBS: تلویزیون هونان     | جشنواره فانوس                         | مهمان |                         |
| ۲۰۱۴ | SMG: تلویزیون اژدها     | آهنگ جاودانه (不朽之名曲</link>)      | مهمان | قسمت ۴                  |
| ۲۰۱۴ | AHBC: تلویزیون آنهویی   | دیوانه برای موسیقی (我为歌狂</link>)  | مهمان | قسمت‌های ۲، ۳، ۹، ۱۰، ۱۱ |
| ۲۰۱۴ | HBS: تلویزیون هونان     | با صدای بلند بخند (我们都爱笑</link>) | مهمان |                         |
| ۲۰۱۴ | SZMG: تلویزیون شنژن     | نمایش نسل (年代秀</link>)             | مهمان |                         |

### نمایش‌های رادیویی
| سال  | کانال    | تاریخ    | عنوان                    |
| ---- | -------- | -------- | ------------------------ |
| ۲۰۱۴ | ام بی سی | ۱۸ مارس  | C-Radio Idol True Colors |
| ۲۰۱۴ | ام بی سی | ۱۱ اکتبر | C-Radio Idol True Colors |

## جوایز
| سال  | جایزه                            | دسته‌بندی                       | گیرنده    | نتیجه |
| ---- | -------------------------------- | ------------------------------ | --------- | ----- |
| ۲۰۰۶ | جوایز موسیقی آسیایی Mnet         | بهترین هنرمند جدید             |           | برنده |
| ۲۰۰۶ | جوایز موسیقی دیجیتال Cyworld     | تازه‌کار ماه (سپتامبر)          |           | برنده |
| ۲۰۰۶ | جشنواره موسیقی M.net KM          | بهترین تک نوازی جدید زن        |           | برنده |
| ۲۰۰۸ | جوایز پادشاه موسیقی              | زن تازه‌وارد با بیشترین پتانسیل |           | برنده |
| ۲۰۰۸ | رتبه‌بندی موسیقی جنوب شرقی فوجیان | بهترین تازه‌وارد سرزمین اصلی    | ژانگ لیین | برنده |
| ۲۰۰۸ | مراسم ستاره Tencent              |                                | ژانگ لیین | برنده |
| ۲۰۰۸ | جوایز برتر موسیقی چینی           |                                | ژانگ لیین | برنده |
| ۲۰۱۴ | AHTV Mad for Music               |                                | ژانگ لیین | برنده |